# Ctenolophon
Ctenolophon je jediný rod čeledi Ctenolophonaceae dvouděložných rostlin z řádu
malpígiotvaré. Jsou to stromy s jednoduchými vstřícnými tuhými listy a pětičetnými květy ve vrcholících či hroznech. Rod zahrnuje pouze 3 druhy a je rozšířen v tropické Africe a Asii. V minulosti byl často řazen do čeledi lnovité.

## Popis
Zástupci rodu Ctenolophon jsou stromy se vstřícnými kožovitými jednoduchými listy s palisty. Listy jsou celokrajné, se zpeřenou žilnatinou. Odění je složeno z hvězdovitých chlupů.
Květy jsou pětičetné, uspořádané v úžlabních nebo vrcholových vrcholících nebo hroznech. Kalich je tvořen 5 na bázi srostlými kališními lístky. Koruna je z 5 volných, dužnatých a opadavých lístků. Tyčinek je 10. Semeník je srostlý ze 2 plodolistů, se 2 volnými nebo
částečně srostlými čnělkami. V každém plodolistu jsou 2 vajíčka. Plodem je jednosemenný oříšek (podle jiné interpretace tobolka) s vytrvalým kalichem.

## Rozšíření
Rod zahrnuje 3 druhy a je rozšířen v tropické Africe při pobřeží Guinejského zálivu a v jihovýchodní Asii od Malajsie po Novou Guineu.

## Taxonomie
V minulosti byl rod Ctenolophon řazen do čeledi lnovité (Linaceae) nebo do samostatné čeledi v rámci řádu lnotvaré (Linales).
V systému APG I byla čeleď vedena mezi čeleděmi s nejasným zařazením a dřívější řád lnotvaré (Linales)
byl vřazen do řádu malpígiotvaré (Malpighiales), kam pozdější úpravy systému APG vřazují i čeleď Ctenolophonaceae.
Podle kladogramů jsou nejblíže příbuznou skupinou čeledi rudodřevovité (Erythroxylaceae)
a kořenovníkovité (Rhizophoraceae).